# Шевляков, Юрий Владимирович
Ю́рий Влади́мирович Шевляко́в (латыш. Jurijs Ševļakovs; род. 24 января 1959, Москва) — советский и латвийский футболист, защитник. Мастер спорта СССР (1985). Игрок национальной сборной Латвии.

## Клубная карьера
Свою профессиональную карьеру Шевляков начинал в московском ЦСКА, за резервную команду которого провёл несколько матчей. В 1981 году присоединился к новороссийскому «Цементу». После одного года в Новороссийске перешёл в рижскую «Даугаву», за которую выступал до 1990 года, проведя более 330 игр.
В 1991 году перешёл в финский клуб «Ильвес». После трёх сезонов в Финляндии Шевляков возвратился в Латвию и подписал контракт с самым сильным клубом страны на тот момент — рижским «Сконто». В составе рижан Шевляков выиграл четыре раза подряд чемпионат Латвии, а в 1997 году был признан футболистом года.

## Карьера в сборной
Когда в 1992 году была образована сборная Латвии, Шевляков стал одним из её ключевых игроков. До конца игровой карьеры был капитаном сборной. Всего за сборную провёл 44 игры, забил два мяча, оба — сборной Белоруссии (2:0).

## Тренерская карьера
Сразу же после окончания карьеры игрока стал тренером. Его первой командой стала «Сконто-2». Затем стал помощником тренера в «Сконто». С 2004 по 2007 год был главным тренером молодёжной сборной Латвии.

## Достижения
- Чемпион Латвии: 1994, 1995, 1996, 1997
- Обладатель Кубка Латвии: 1995, 1997
- Футболист года в Латвии: 1997